# Bill Warner
Bill Warner (* 7. května 1941, USA), vlastním jménem William Bryan French, je americký autor řady knih o vlastní interpretaci islámu, včetně zkrácených verzí koránu, životopisu proroka Mohameda a jeho tradic.
Jeho knihy o politickém islámu byly přeloženy do mnoha jazyků. Celkem napsal 15 knih na téma politický islám. Mimo svou publikační činnost o politickém islámu přednáší na národní i mezinárodní úrovni a poskytuje také rozhovory pro televize nebo jiná média, účastní se diskusí o svém výkladu islámu a poskytuje přednášky v různých částech světa včetně České republiky. V roce 2014 založili spolu s Milanem Podlipným spolek Center for the Study of Political Islam z.s., který má za sídlo brněnskou adresu na které je registrováno 962 firem. Hlavním účelem CSPI je zvýšit informovanost veřejnosti o Warnerově výkladu islámu. Hlavní činností spolku je provoz internetové stránky, prodej knih Billa Warnera a také občas poskytuje přednášky na téma Warnerova chápání islámu.
Ve svých publikacích se zaměřuje především na politické aspekty jeho interpretace islámské doktríny týkající se nemuslimů (káfírů). Ve svých knihách vychází z východiska, že nelze slučovat islám jakožto náboženství a politický islám – jakožto návod k jednání a praktický politický styl opřený o právní regule. Podle něj je islám jakožto víra soukromá věc jednotlivce a je to věc hodná úcty, respektu a tolerance, kdežto to, čemu on říká politický islám je soubor agitačních pokynů, které jsou určeny kolektivu, mase.

## Životopis
Warner je absolventem North Carolina State University, kde v roce 1968 získal titul Ph.D. v oboru fyziky a matematiky. Po útocích z 11. září 2001 se rozhodl zpřístupnit islámské texty veřejnosti. Znalost islámu podle svých slov získal studiem všech podstatných islámských textů, které podle vlastních slov prý studoval od svých třiceti let.

## Politický islám

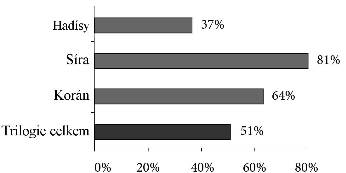
Warner, Bill, Množství textů o káfirech v sunně a koránu

Ve svých dílech se nevěnuje názorům muslimů na nemuslimy, ale pouze vztahem jeho výkladu islámské doktríny a nevěřících. Zaměřuje se na tu část islámu, která se dle jeho metodiky týká nevěřících – káfirů. Tuto část islámu nazývá politický islám. Podle jeho tvrzení a metodiky údajně 51 % islámské doktríny se věnuje právě nemuslimům, tedy politickému islámu. Jeho cílem je podle Warnera dominovat a celý svět by se měl podřídit jeho pravidům. Warner ukazuje rozpory mezi Káhirskou deklaraci lidských práv v islámu a západními svobodami, které jsou obsaženy například ve Všeobecné deklaraci lidských práv z roku 1948. Politický islám Bill Warner nepovažuje za kompatibilní se systémem „západního světa“.
Islám považuje za nejgeniálněji sestavený politický systém všech dob. Zahrnuje naprosto všechny aspekty lidského života – od jídla a pití přes osobní hygienu, oblékání a rodinné uspořádání, rytmus dne nastavený modlitbami, organizaci státu a obcí, podnikání, finance, války, mír, individuální život a lidské vztahy po vztah ke káfirům čili jinověrcům a bezvěrcům. A všech aspektů také používá ke svému šíření (džihádu). Džihád tedy není jen násilný a agresívní. Dobývání mečem je jen jeden z jeho čtyř aspektů, ten nejviditelnější, proto nejméně nebezpečný. Organizace všech aspektů lidského života nicméně není charakteristikou pouze islámu, podobně se projevuje například i ortodoxní judaismus postavený na systému příkazů a zákazů. V islámu intenzita organizace života věřícího záleží na interpretaci víry, náboženské škole a mnoha dalších faktorech. Není jednolitá pro každého, jak Warner naznačuje.
Bill Warner považuje za nutnost islám podrobně studovat, vnímat jeho dvojjakost, tedy oba jeho aspekty – mírné i totalitní. Zanedbání studia islámu považuje za 1400 let starý dluh. Jako jeden z problémů západní civilizace považuje např. neznalost islámského pravidla, že pozdější verše koránu (totalitní) jsou podle něj nadřazené ranějším (mírným) nebo je ruší. Ve skutečnosti o této teorii, které se říká abrogace, neexistuje v muslimském světě shoda a není jasné, kolik veršů bylo nahrazeno či doplněno a jestli vůbec je to možné. Teorie nahrazování se liší podle náboženských škol a výkladů jednotlivých imámů.

## Statistický islám
Warner podrobil Korán, Hadísy a Prorokův životopis (síru) jednoduché statistické analýze s cílem stanovit množství textu v základních textech islámu týkajících se určitých oblastí, jako jsou např. nemuslimové, ženy či džihád. Tvrdí například, že 51 % z celkového počtu slov trilogie celkem se netýká muslimů, ale nemuslimů.
Zanalyzoval svou metodikou také texty hadísů týkajících postavení žen a mužů. Celkem 89,4 % z jím vybraných 391 hadísů údajně přisuzuje ženám nižší postavení než mužům, 10 % rovnoprávné postavení a 0,6 % postavení vyšší. Kvantifikací muslimů zjistil, že Mohamed dosáhl největšího nárůstu počtu muslimů po útěku do Medíny, kde začal uplatňovat džihád a stal se vojevůdcem a politikem. Všechna data k těmto analýzám jsou dostupná on-line.
Z této analýzy rovněž vyplynulo, že 80 % slov ze síry se věnuje právě medínskému období Mohamedova života, tedy převážně politickým aspektům islámu a džihádu. Podobným způsobem zpracoval i další témata obsažená v trilogii.. Výsledky této analýzy byly využity například v článku deníku SME poslance Evropského parlamentu Richarda Sulíka  či v publikaci profesora Davida Bukeyho 

## Kritika autora
Warner nemá vzdělání v oblasti islámu nebo práva. Ve svých pracích se nezabývá náboženskými aspekty islámu. Soustředí se především na základy politického islámu, ne na jeho historické proměny a vývoj. Dochází tak ke zjednodušení. Ovšem sám autor toto zjednodušení vysvětluje tím, že je to nutné z důvodu snadného pochopení základů politického islámu veřejností. Na základě znalostí islámu je podle autora možné pochopit základní problémy mezi islámem a ostatními nemuslimskými kulturami. Islám jako politický náboženský systém je podle něj možné kriticky analyzovat.
Organizace Southern Poverty Law Center, známá mimo jiné bojem proti Ku-klux-klanu, jej zařadila na seznam „deseti nejbigotnějších Američanů“. Někteří odborníci z Čech a Slovenska z oblastí antropologie a islamistiky, nepovažují Warnera za odborníka, islamolog Attila Kovács nepovažuje jeho metodologii analýzy islámských textů za použitelnou v rámci humanitních či společenských věd. Například český islamolog Bronislav Ostřanský označuje Warnera za distingovaně vystupujícího šarlatána, který svému publiku sděluje jen to, co chce slyšet. Warnera genetik Dr. Mohsen El-Guindy obvinil, že pracuje pro židovsko-evangelické organizace za účelem útočení na islám a jeho pošpinění. Na druhou stranu tyto analýzy použil např. izraelský orientalista David Bukey nebo slovenský politik Richard Sulík.